# Montserrat Nebrera
Montserrat Nebrera González (Barcelona, 11 de julio de 1961) es una política y profesora de universidad española.
Licenciada en Filosofía Política y en Filología Clásica y doctora en Derecho por la Universidad de Barcelona. Profesora de Derecho Constitucional en la Universidad Internacional de Cataluña. Fue diputada autonómica en el Parlamento de Cataluña por el Partido Popular de Cataluña (PPC) hasta su renuncia al cargo en octubre de 2009.

## Carrera profesional
Compaginó la docencia en la Universidad Internacional de Cataluña con el cargo de Directora de Estudios Sociales en el Instituto Cambó, puesto que abandonaría tras presentarse como candidata del PPC en las elecciones al Parlamento de Cataluña de 2006.
Suele colaborar con medios de comunicación audiovisuales y escritos de ámbito autonómico y nacional.

## Trayectoria política
Simpatizó con la escisión del PSUC llamada Partit dels Comunistes de Catalunya (PCC) hacia 1980 según afirmación de Segura, abogado y diputado del PP.
Fue diputada del Partido Popular desde 2006 hasta 2009, concurriendo como número dos en la lista por Barcelona del PPC en las últimas elecciones autonómicas.
Perteneció a dos comisiones parlamentarias, como presidenta de la comisión de Justicia, Derecho y Seguridad y como Portavoz de la comisión de Interior y de Inmigración en el Parlamento de Cataluña. Ha sido abogada y magistrada de apoyo en la Audiencia Provincial de Barcelona durante los siete años anteriores a su entrada en política[cita requerida] y desde hace más de veinte ha trabajado como investigadora y profesora de Derecho Constitucional.
Afiliada al PPC desde noviembre de 2007, ya había perfilado lo que a su juicio debía ser la vía para conseguir los objetivos del PPC, el 13 de marzo del mismo año.[cita requerida]
El 18 de abril de 2008 presentó su candidatura a la presidencia del PPC. Finalmente, el 5 de julio de ese año consigue el apoyo de algo más del 43% de los compromisarios de su partido, frente a una candidatura de consenso representada por Alicia Sánchez-Camacho y propiciada desde la dirección nacional por su presidente Mariano Rajoy.
Tras ello presentó su candidatura a las elecciones al Parlamento de Cataluña de 2010 encabezando las listas de Alternativa de Govern por Barcelona, sin conseguir representación parlamentaria.
Posteriormente, en julio de 2014 se anunció que sería la candidata por Convergencia Democrática de Cataluña (CDC) a la alcaldía de San Justo Desvern.

### Polémicas
En enero de 2009 fue la protagonista de una intensa polémica al criticar el "acento" de la ministra de Fomento, Magdalena Álvarez, con motivo de los problemas acaecidos en el aeropuerto de Barajas en los días anteriores. Estas declaraciones causaron una gran polémica, especialmente en Andalucía. También fue desautorizada por el secretario general del PP de Cataluña, Jordi Cornet. en tanto que el PP de Andalucía pedía a Nebrera que abandonase el partido. A pesar de que Nebrera se desdijo de sus palabras, el PP de Cataluña le abrió un expediente.
Nebrera fue nuevamente expedientada en marzo de 2009 por sus críticas hacia la gestión de Alicia Sánchez-Camacho, habiéndola tildado de "farisea".
El 19 de octubre de 2009 renunció a su escaño y anunció su decisión de abandonar la militancia en el PP en una carta al presidente de éste, Mariano Rajoy.